# Super Bowl XLVII
A Super Bowl XLVII a 2012-es NFL-szezon döntője. A mérkőzést a New Orleans Saints stadionjában játszották, New Orleansban, 2013. február 3-án. A kezdés időpontja helyi idő szerint 17:30, magyar idő szerint február 4-én hajnali 0:30 volt. A mérkőzést a Baltimore Ravens nyerte.
A mérkőzést az Egyesült Államokban a CBS televízió társaság közvetítette. A társaság valamennyi reklámidőt értékesítette, néhány félperces reklámidő több mint 4 millió dollárba került, amely új rekord.
A mérkőzés előtt a himnuszt Alicia Keys énekelte. A félidőben fellépett a többszörös Grammy-díjas Beyoncé, aki 2004-ben a Super Bowl XXXVIII-on a himnuszt énekelte.

## A döntő résztvevői
A mérkőzés egyik résztvevője a San Francisco 49ers, amely az alapszakaszból az NFC második kiemeltjeként jutott a rájátszásba 11–4–1-es mutatóval. Erőnyerőként csak a konferencia-elődöntőben játszott először. Itt hazai pályán a Green Bay Packerst győzte le. A konferenciadöntőben idegenben játszott az első kiemelt Atlanta Falcons ellen. A Falcons 17–0-ra is vezetett, a 49ers azonban fordított és 28–24-re megnyerte a mérkőzést. A San Francisco korábban ötször játszott Super Bowlt (1982, 1985, 1989, 1990, 1995), mindegyiket meg is nyerte.
A másik résztvevő a Baltimore Ravens volt. A Ravens az alapszakaszban 10–6-os mutatóval végzett az AFC North divízió első helyén, ezzel az AFC negyedik kiemeltjeként jutott a rájátszásba. A wild card-fordulóban hazai pályán győzte le az Indianapolis Coltsot. A konferencia-elődöntőben idegenben, kétszeri hosszabbítás után tudta legyőzni az első kiemelt Denver Broncost. A konferenciadöntőben ismét idegenben a New England Patriotsot győzte le. A Baltimore korábban csak egyszer, 2000-ben játszott Super Bowlt, amelyet megnyert.
A mérkőzés érdekessége volt, hogy a 49ers és a Ravens vezetőedzője, Jim Harbaugh és John Harbaugh testvérek, emiatt a mérkőzés Harbaugh Bowl néven is elterjedt. Először fordult elő, hogy a Super Bowl résztvevőinek vezetőedzői testvérek.

## A mérkőzés
A mérkőzést 34–31-re a Baltimore Ravens nyerte, amely története második Super Bowl-győzelmét aratta. A legértékesebb játékos a Ravens irányítója, Joe Flacco lett, aki három touchdown-passzt adott.
A harmadik negyed elején Jacoby Jones egy kezdőrúgás utáni visszahordással 108 yardos touchdownt szerzett, ez a Super Bowlok történetének leghosszabb touchdownja lett. 1 perc 32 másodperccel a harmadik negyed kezdete után a stadionban kialudt a világítás, a mérkőzés 36 perces kényszerszünet után folytatódhatott. A hibát az egyik kapcsolóállomás okozta, amelynek éppen a kábelhiba elleni védelem volt a feladata.
Az Egyesült Államokban 108,4 millió néző látta a mérkőzést a televízióban, amely ekkor a harmadik legnézettebb tévéműsornak számított.
| N | Idő   | Drive | Drive | Drive     | Csapat | Play leírása                                                                                  | Pont   | Pont  |
| N | Idő   | Play  | Yard  | Időtartam | Csapat | Play leírása                                                                                  | Ravens | 49ers |
| - | ----- | ----- | ----- | --------- | ------ | --------------------------------------------------------------------------------------------- | ------ | ----- |
| 1 | 10:36 | 6     | 51    | 2:29      | Ravens | Touchdown. Anquan Bolden 15 yardos átadás Joe Flaccótól, Justin Tucker jutalomrúgás.          | 7      | 0     |
| 1 | 3:58  | 12    | 62    | 6:38      | 49ers  | Mezőnygól. David Akers 36 yardról.                                                            | 7      | 3     |
|   |       |       |       |           |        |                                                                                               |        |       |
| 2 | 7:10  | 10    | 75    | 4:43      | Ravens | Touchdown. Dennis Pitta 2 yardos átadás Joe Flaccótól, Justin Tucker jutalomrúgás.            | 14     | 3     |
| 2 | 1:45  | 3     | 56    | 0:22      | Ravens | Touchdown. Jacoby Jones 56 yardos átadás Joe Flaccótól, Justin Tucker jutalomrúgás.           | 21     | 3     |
| 2 | 0:00  | 8     | 71    | 1:45      | 49ers  | Mezőnygól. David Akers 27 yardról.                                                            | 21     | 6     |
|   |       |       |       |           |        |                                                                                               |        |       |
| 3 | 14:49 | –     | –     | –         | Ravens | Touchdown. Jacoby Jones 108 yardos kezdőrúgás utáni visszahordás, Justin Tucker jutalomrúgás. | 28     | 6     |
| 3 | 7:20  | 7     | 80    | 3:06      | 49ers  | Touchdown. Michael Crabtree 31 yardos átadás Colin Kaepernicktől, David Akers jutalomrúgás.   | 28     | 13    |
| 3 | 4:59  | 2     | 20    | 0:48      | 49ers  | Touchdown. Frank Gore 6 yardos futás, David Akers jutalomrúgás.                               | 28     | 20    |
| 3 | 3:10  | 4     | 8     | 1:00      | 49ers  | Mezőnygól. David Akers 34 yardról.                                                            | 28     | 23    |
|   |       |       |       |           |        |                                                                                               |        |       |
| 4 | 12:54 | 12    | 71    | 5:13      | Ravens | Mezőnygól. Justin Tucker 19 yardról.                                                          | 31     | 23    |
| 4 | 9:57  | 5     | 76    | 2:57      | 49ers  | Touchdown. Colin Kaepernick 15 yardos futás, sikertelen kétpontos kísérlet.                   | 31     | 29    |
| 4 | 4:19  | 10    | 59    | 5:38      | Ravens | Mezőnygól. Justin Tucker 38 yardról.                                                          | 34     | 29    |
| 4 | 0:04  | –     | –     | –         | 49ers  | Safety. Sam Koch –8 yardos futás, a saját end zone-ban földre vitték.                         | 34     | 31    |